# جنگل‌های خزان‌دار خشک دره نارمادا
جنگل‌های خزان‌دار خشک دره نارمادا (به انگلیسی: Narmada Valley dry deciduous forests) یک منطقهٔ مسکونی و جنگل در هند است.